# Papa Anastasio II
Anastasio II (Roma, ... – Roma, 19 novembre 498) è stato il 50º papa della Chiesa cattolica dal 24 novembre 496 fino alla sua morte.

## Biografia
Non si conoscono le origini della famiglia, probabilmente greca stabilitasi a Roma.
Anastasio II fu consacrato papa il 24 novembre del 496.
Visse all'epoca di Acacio di Costantinopoli, iniziatore dell'eresia monofisita. Cercando la via della riconciliazione, piuttosto che quella della condanna, egli inviò una delegazione a Costantinopoli (497) per avviare delle trattative. Il papa insisteva sul voler togliere il nome di Acacio dai sacri dittici, ma pareva intenzionato a riconoscerne la validità degli atti sacrali.
Il suo atteggiamento conciliativo sollevò, nel clero di Roma, le critiche più aspre, specie dopo la benevola accoglienza del diacono Fotino di Tessalonica. Le buone disposizioni del papa sembrarono, a persone di eccessivo zelo, troppo aperte alle correnti ereticali. Sul Liber pontificalis viene riportata una sua scarna biografia che sottolinea come avesse voluto accordarsi con gli eretici senza il consiglio dei vescovi e degli altri religiosi della curia, restando isolato. Un debole tentativo di riabilitare la figura del papa azzardò l'ipotesi che la notizia riportata dal Liber pontificalis potesse essere dovuta ad una confusione tra il papa Anastasio II e l'imperatore d'Oriente allora regnante Anastasio I.
Anastasio II provvide a decorare in argento la "confessio" sul sepolcro del martire Lorenzo nella basilica suburbana a lui dedicata.
Morì il 19 novembre del 498. Secondo la tradizione la sua morte sarebbe stata simile a quella di Ario il quale, mentre era intento alle sue funzioni corporali e fisiologiche, perse tutte le viscere che si sparsero sul terreno.
Fu sepolto nell'atrio dell'antica basilica vaticana.

## Fama

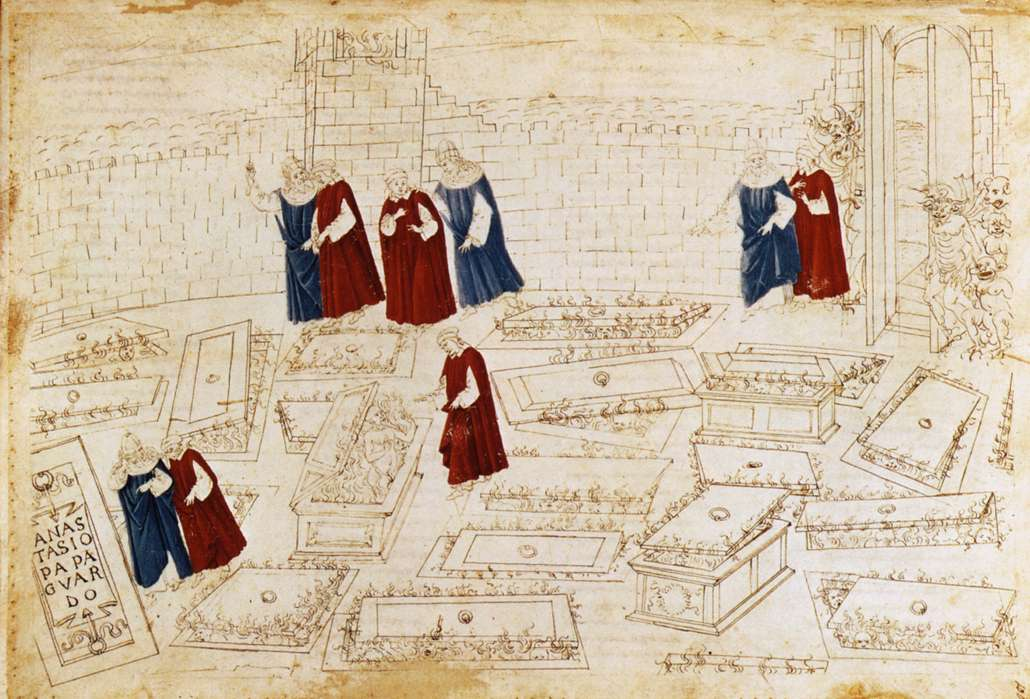
Disegno di Sandro Botticelli che illustra il passo dantesco del XI Canto, con la tomba di Anastasio in basso a sinistra.

Dante collocò questo Papa all'Inferno tra gli epicurei, cioè gli "atei". Sulla sua tomba infuocata il poeta immaginò di leggere questo epitaffio.
(Inf.XI, 8-9)
Il passo dantesco fa riferimento a Fotino di Tessalonica (e non assolutamente all'eretico Fotino di Sirmio, vissuto molto tempo prima), che fu ben accolto dal vescovo di Roma. Al retaggio degli insegnamenti del presule tessalonicese su Anastasio il poeta allude come origine dell'accordo surrettizio fra lo stesso papa e i monofisiti. Nei versi richiamati, Fotin è soggetto di trasse, mentre lo qual, cioè appunto Anastasio, è complemento oggetto.
Il titolo di santo gli viene attribuito in alcune liste di Romani Pontefici e da qualche scrittore; a uno studio approfondito si nota, tuttavia, che il suo nome non si trova in alcun Martirologio antico, né esiste alcuna traccia di culto su di lui.